# 最大離陸重量
最大離陸重量（さいだいりりくじゅうりょう、Maximum Takeoff Weight, MTOW）とは、航空機の機種ごとに定められた、その機種が離陸することができる総重量の最大値。耐空証明（自動車の車検にあたる）で指定された運用限界上の数値であり、実際の運用にあたっての離陸重量は、気象や滑走路の条件に左右される。

## 許容離陸重量
最大離陸重量は個々の機体の耐空証明書（日本ではそれに基づく運用限界等指定書）に記された値であり、改造等を行わない限り一定の数値であるのに対して、実際の運用に際してフライトプランに基づいて計算される総重量の上限を最大許容離陸重量 (Maximum permissible takeoff weight) と呼ぶ。下記の諸条件等によりフライトごとに計算・決定される。
- 離着陸場海面高度、気圧、気温・湿度、風向風力 - エンジン出力、揚力などに影響
- 滑走路長、降雨 / 積雪状況 - 助走距離や離陸中断時の制動距離に影響
- 離陸時のフラップ / 推力設定 - 航空会社としては燃料節約のため、フラップ角を小さめに、またエンジン推力も最大では使用したくない

突然の降雪等により条件（離陸中断時の制動距離）が変化し、滑走路長の短い飛行場などでは当初の許容離陸重量を下げなくてはならない状況が発生することがある。このとき航空会社としては、燃料を通常より減らしたり、乗客手荷物以外の有償貨物を降ろしたり、場合によっては一部乗客が（搭乗後でも）降機を強いられることがある。また、通常時であれば直行便として運航できる場合であっても、燃料を減らしたために航続距離が不足しテクニカルランディングが必要となる事例もある。

## 料金との関係
旅客機及び貨物機の着陸料や航行援助施設利用料等の料金は、一般に基準単価にこの最大離陸重量を乗じて算出される（MTOW が大きいと着陸料等も高くなる）。長距離用に燃料を多く搭載できる（すなわち最大離陸重量の大きい）国際線用機材を国内線で使用すると、たとえ燃料を少なく搭載してもこの最大離陸重量で着陸料等が計算されるので経済的でない。このため、主に燃料タンクの容量をスペック上で減じた（最大離陸重量表記の小さい）国内線（短距離）専用機材が多くの場合に使用される。

## 最小離陸重量
主として大型双発ジェット機において、全重量過小状態で離陸時出力の片側エンジンに停止が発生すると、生じるヨー（機首振れ）が過大となり操縦性が著しく悪化するため、この最小離陸重量が設けられる。実運航における最小離陸重量は、主として飛行場の気温及び海抜高度といった空気密度に影響するパラメータにより決定される。
空荷状態の貨物機を短距離フェリー（回送）するといったケースで、飛行に必要な最小限の燃料を搭載しただけではこの最小離陸重量を下回る状況が生ずる。この場合は燃料を余分に搭載することで対応する。